# Face2Art

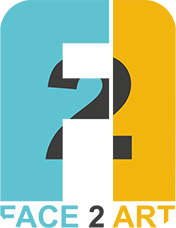
Logo projektu Face2Art

Face2Art je virtuální galerie pro mladé tvůrce ve věku od 14 do 23 let. Tento projekt Hudební mládeže ČR nese podtitul OBRAŤ SVOU TVÁŘ K UMĚNÍ. Face2Art dává příležitost začínajícím tvůrcům ukázat své práce před publikem a získat nové umělecké zkušenosti. V neposlední řadě projekt nabízí mladým lidem možnost setkání s jejich vrstevníky podobných zájmů. Součástí projektu jsou také workshopy, setkání s odborníky a patrony uměleckých kategorií. První ročník byl pořádán roku 2014.

## Umělecké kategorie
Projekt Face2Art má těchto 7 uměleckých kategorií: Hudební skladba, Píseň, Fotografie, Film, Báseň, Povídka a Choreografie. Dále je soutěž rozdělena do dvou skupin podle věku tvůrců – od 14 do 18 let a od 19 do 23 let.
Každá kategorie má svého patrona – respektovanou tvůrčí osobnost, která ze soutěžních děl vybere ta nejzdařilejší:
Hudební skladba – Vlastislav Matoušek, Píseň – Hana Robinson, Fotografie – Robert Vano, Film – Olga Sommerová, Báseň – Jiří Žáček, Povídka – Daniela Fischerová, Choreografie – Nataša Novotná.

## Soutěž
Webové stránky projektu jsou virtuální galerií, kde se prezentují soutěžní práce a zároveň probíhá divácká soutěž. Oceněné práce jsou prezentovány na koncertech, autorských čteních a multimediálních výstavách.